# Premio Southern
El Premio Southern Perú es un galardón otorgado anualmente por la Pontificia Universidad Católica del Perú y la Southern Copper. El Premio es otorgado junto a las medallas Riva-Agüero, Cristóbal de Losada y Aldolfo Winternitz por aportes a las Humanidades y Ciencias Sociales, a las Ciencias Naturales y Biológicas y al Arte, respectivamente.

## Premiados
La siguiente es la lista de ganadores del premio Southern:
- 1996: Jorge Heraud Pérez, científico.
- 1997: Emilio Adolfo Westphalen, poeta.
- 1998: Javier Arias Stella, científico.
- 1999: Guillermo Lohmann Villena, historiador.
- 2000: Félix Antonio Bacigalupo, nutricionista.
- 2001: María Rostworowski†, historiadora.
- 2002: Carlos Ochoa Nieves†, botánico.
- 2003: Juan Miguel Bákula Patiño, diplomático.
- 2004: Carlos Bustamante Monteverde, biólogo.
- 2005: José de Mesa Figueroa, arquitecto.
- 2006: César L. Camacho Manco, ingeniero
- 2007: Estuardo Núñez Hague, historiador.
- 2008: Dante A. Peñaloza Ramella, médico.
- 2009: Carlos Germán Belli de la Torre, poeta.
- 2010: Eduardo Gotuzzo Herencia, médico.
- 2011: Antonio Cisneros, poeta.
- 2012: Fernando de Szyszlo, pintor.
- 2013: Uriel García Cáceres, médico.
- 2014: Julio Cotler Dolberg†, sociólogo.
- 2015: Celso Garrido Lecca Seminario, músico.
- 2016: Fausto Garmendia Loren, médico.
- 2017: José Agustín de la Puente Candamo†, historiador.
- 2018: Francisco José Lombardi Oyarzu, cineasta.
- 2019: Abraham Vaisberg Wolach.